# Lew Konstantinowitsch Stepanow
Lew Konstantinowitsch Stepanow (russisch Лев Константинович Степанов; * 21. Februar 1916 in Petrograd; † 1. Dezember 1967 in Leningrad) war ein sowjetischer Theater- und Film-Schauspieler.

## Leben und Leistungen
Stepanow sammelte 1930 beim Theater „Satirikon“ in seiner Geburtsstadt erste Bühnenerfahrungen. Danach war er dort bis 1934 beim Staatstheater der Musikkomödie beschäftigt, worauf eine 4-jährige Ausbildung an der Zentralen Leningrader Theaterschule folgte. Anschließend hatte Stepanow von 1938 bis 1940 ein Engagement beim Akimow-Theater inne. In den Folgejahren trat er noch bei verschiedenen Häusern als Theaterdarsteller und Estradakünstler auf, u. a. für das Theater der Baltischen Flotte.
Seine Filmlaufbahn begann 1940 mit Музыкальная история (Musykalnaja istorija). Er war bis zum Ende seines Lebens in über 50 Filmen zu sehen, überwiegend für das Lenfilmstudio. Der dunkelhaarige Darsteller wirkte an Filmbiografien wie Академик Иван Павлов (Akademik Iwan Pawlow), Konstantin Saslonow (beide 1949) und Василий Докучаев (Wassili Dokutschajew, 1961) mit, drehte dreimal unter Nadeschda Koschewerowas Regie (Aschenbrödel [1947], Heute neue Attraktionen und Шофёр поневоле [Schofjor ponewole, beide 1958]) und war in Literaturverfilmungen wie Was ihr wollt nach William Shakespeare und Die Dame mit dem Hündchen (1960), In der Stadt S. und dem Kurzfilm Суд (Sud, beide 1967) auf Grundlage von Werken Anton Tschechows zu sehen. In einer weiteren Tschechow-Adaption, dem Kurzfilm Либерал (Liberal, 1959), gab Stepanow seine einzige Hauptrolle. Seit den späten 1950er Jahren war er auch in den russischsprachigen Fassungen von sechs Filmen aus den Unionsrepubliken als Synchronsprecher zu hören.
Stepanow war seit 1946 Träger der Medaille „Für heldenmütige Arbeit im Großen Vaterländischen Krieg 1941–1945“.

## Filmografie (Auswahl)
- 1947: Im Namen des Lebens (Wo imja schisn)
- 1947: Aschenbrödel (Soluschka)
- 1949: Konstantin Saslonow
- 1955: Was ihr wollt (Dwenadzataja notsch)
- 1957: Tambu-Lambu (Kurzfilm)
- 1957: Der Zauberer aus der Flasche (Starik Chottabytsch)
- 1957: Der stille Don, Teil 1 (Тихий Дон)
- 1957: Der stille Don, Teil 2
- 1958: Der stille Don, Teil 3
- 1958: Heute neue Attraktionen (Sewodnja - nowy attraktion)
- 1960: Die Dame mit dem Hündchen (Dama s sobatschkoi)
- 1965: Der Auftrag (Mandat)
- 1966: Tibul besiegt die Dickwänste (Tri tolstjaka)
- 1967: In der Stadt S. (W gorode S.)